# Anne Wild
Anne Wild (* 5. August 1967 in Bielefeld, Nordrhein-Westfalen) ist eine deutsche Regisseurin und Drehbuchautorin.

## Leben
Zwischen 1988 und 1992 erhielt Wild eine Schauspielausbildung an der Hochschule für Musik und Darstellende Kunst in Stuttgart, die sie mit einem Diplom abschloss. Ab 1994 war sie als freie Journalistin tätig, daneben arbeitete Wild als Produktionsassistentin für Werbefilme, Musikvideos, Spielfilme in New York, ab 1995 auch als Juniortexterin bei Springer & Jacoby.
Seit 1992 dreht sie Kurzfilme. Für ihr gemeinsam mit Stefan Dähnert verfasstes Drehbuch zum Spielfilm Was tun, wenn’s brennt? erhielt sie 1999 den Baden-Württembergischen Drehbuchpreis. Ihr Langfilmdebüt als Regisseurin gab sie mit der Produktion Mein erstes Wunder (2002), für die sie im selben Jahr den Max Ophüls Preis erhielt. Im selben Jahr wurde ihr Kurzfilm Ballett ist ausgefallen mit Henriette Confurius und Matthias Schweighöfer in den Hauptrollen uraufgeführt. Es folgten der Kurzfilm  Nachmittag in Siedlisko (2003), der für den deutschen Kurzfilmpreis nominiert wurde, und die Märchenverfilmung Hänsel und Gretel (2005). Die Dreharbeiten zu ihrem Spielfilm Schwestern mussten 2010 wegen Erkrankung der vorgesehenen Hauptdarstellerin Marie Bäumer abgebrochen werden und fanden 2011 mit Maria Schrader in der Hauptrolle statt. Schwestern wurde als Eröffnungsfilm des Festivals des deutschen Films 2013 uraufgeführt.

## Filmografie
- 2000: Die Geiseln von Costa Rica (Fernsehfilm; Drehbuch)
- 2001: Was tun, wenn’s brennt? (Drehbuch)
- 2002: Mein erstes Wunder (Regie, Drehbuch)
- 2002: Ballett ist ausgefallen (Kurzfilm; Regie, Drehbuch)
- 2003: Nachmittag in Siedlisko (Kurzfilm; Regie, Produktion, Drehbuch)
- 2005: Hänsel und Gretel (Fernsehfilm; Regie)
- 2013: Schwestern (Regie, Drehbuch)

## Auszeichnungen
- 1999: Baden-Württembergischer Drehbuchpreis für Was tun, wenn’s brennt? gemeinsam mit Stefan Dähnert
- 2003: Max-Ophüls-Preis für Mein erstes Wunder
- 2003: Fliegender Ochse (Hauptpreis beim Filmkunstfest Schwerin) für Mein erstes Wunder